# Harimius atripennis
Harimius atripennis är en skalbaggsart som beskrevs av Leon Fairmaire 1889. Harimius atripennis ingår i släktet Harimius och familjen långhorningar.
Artens utbredningsområde är Madagaskar. Inga underarter finns listade i Catalogue of Life.